# Betty Fisher et autres histoires
Betty Fisher et autres histoires ist eine französische Literaturverfilmung von Claude Miller aus dem Jahr 2001. Sie beruht auf dem Kriminalroman Die Masken der Mütter von Ruth Rendell.

## Handlung
Brigitte wuchs mit ihrer an Porphyrie erkrankten Mutter Margot auf, die Brigitte, als sie noch ein Kind war, mit einer Schere schwer verletzte. Margot lebt inzwischen mit Brigittes Vater in Spanien, kommt jedoch für eine Untersuchung ihres Gesundheitszustands nach Paris und quartiert sich bei ihrer Tochter ein. Die hat eine Weile in New York gelebt und nun ihren Mann, den Schriftsteller Edouard, verlassen. Seit drei Wochen lebt sie mit ihrem Sohn Joseph in einem Haus. Das Haus wiederum konnte sie sich aus den Verkaufserlösen ihres ersten Buches kaufen, das sie unter dem Namen „Betty Fisher“ über ihre New Yorker Zeit veröffentlicht hat und das ein Bestseller wurde.
Kurz nach Margots Ankunft stürzt Joseph aus seinem Kinderzimmerfenster, fällt ins Koma und stirbt. Margot kümmert sich um Brigitte, die den Tod ihres Kindes kaum verkraftet und depressiv wird. Um ihr zu helfen, entführt Margot kurzerhand den Joseph ähnlich sehenden Jungen José. Brigitte präsentiert sie das Kind als Sohn von Bekannten, die in den Urlaub gefahren sind und ihr José zur Pflege überlassen haben. Brigitte ist zunächst entsetzt, kümmert sich dann jedoch um José, den sie Jo nennt.
José ist in Wirklichkeit der Sohn von Carole Novacki, die ihn schlecht behandelte, nie Geld hat und Drogen nimmt. Carole kümmert es kaum, dass ihr Sohn verschwunden ist. Als tatverdächtig gilt ihr Freund François Diembélé, der erst seit kurzer Zeit in Frankreich lebt. François wiederum verdächtigt Alex, einen früheren Liebhaber von Carole. Der wiederum ist ein Kleingauner und hat sich auf das Trösten von Witwen spezialisiert. Als seine aktuelle Liebschaft allein in den Urlaub fährt und ihn ohne Geld in ihrer Villa leben lässt, entschließt er sich, die Villa zum Schein zu verkaufen und mit dem Geld ein neues Leben zu beginnen. Brigitte wiederum erhält Besuch von ihrem Exmann Edouard, der José zunächst für seinen Sohn hält, den er nie kennengelernt hat. Vor ihm behauptet Brigitte, der Junge sei nur zur Pflege bei ihr. Die Version hört auch Arzt Jerôme Castang, der beim Tod Josephs anwesend war und sich in Brigitte verliebt hat. Brigitte wiederum weiß durch Zeitungs- und Fernsehberichte, dass Margot den Jungen entführt hat. Zunächst unsicher, entschließt sie sich dennoch, José als ihr Kind zu behalten, zumal der Junge Vertrauen zu ihr gefasst hat und sie als Mutter ansieht. Sie weiß zudem aufgrund der zahlreichen blauen Flecke, dass José von seiner leiblichen Mutter misshandelt wurde.
Carole hat sich neue, zwielichtige Arbeitgeber gesucht, von denen sie sich aushalten lässt. François ist es leid, als Entführer zu gelten, und setzt die Polizei auf Alex an. In seinem vermeintlichen Haus kann José jedoch nicht gefunden werden. François, der überzeugt davon ist, dass Carole immer noch mit Alex zusammen ist, plant schließlich, sie zu erschießen. Edouard wiederum erkennt, dass Joseph José ist, und erpresst Brigitte mit seinem Wissen. Er will, dass sie beide wieder ein Paar werden. Zudem arrangiert er ein Treffen mit Carole, da er plant, ihr José abzukaufen. François glaubt, dass das Treffen von Carole und Edouard ein Rendezvous ist.
An einem Tag laufen alle Fäden zusammen. Alex hat genug, verkauft das Haus für zehn Millionen Francs in bar und begibt sich zum Flughafen Orly, um mit dem Geld zu flüchten. Carole trifft Edouard in der Bar. Bevor François Carole erschießen kann, werden Carole und Edouard von Caroles früherem Arbeitgeber Milo erschossen. Brigitte und José begeben sich ebenfalls nach Orly, um nach Singapur zu fliehen. Am Flughafen passt Alex kurz auf den Sohn einer Passagierin auf. So fällt er dem Ermittler Martinaud auf, der Alex’ Haus bereits erfolglos durchsucht hatte. Er glaubt, der Junge sei José und will Alex festnehmen. Der flieht und verliert dabei sein Geld. Brigitte und José gelangen problemlos nach Singapur, wo sie ein neues Leben beginnen. Brigittes Mutter teilt ihr in einem Brief mit, gedacht zu haben, dass ihr Sohn nie Joseph, sondern schon immer José geheißen habe.

## Produktion
Betty Fisher et autres histoires wurde im Jahr 2000 mit einem Budget von 50 Millionen Francs gedreht. Die Dreharbeiten fanden unter anderem in Saint-Germain-en-Laye statt. Die Kostüme schuf Jacqueline Bouchard, die Filmbauten stammen von Jean-Pierre Kohut-Svelko.
Der Film erlebte am 1. September 2001 auf dem Montreal World Film Festival seine Premiere. Am 24. Oktober 2001 lief er in den französischen Kinos an, wo er von rund 213.000 Zuschauern gesehen wurde. In Österreich lief Betty Fisher et autres histoires am 6. Dezember 2002 als Eröffnungsfilm der Französischen Filmwoche im Wiener Burgkino und war ab Juni 2003 in den österreichischen Kinos zu sehen, wobei er untertitelt gezeigt wurde.

## Kritik
Die Neue Kronen Zeitung nannte den Film einen „verstörenden Psychothriller, der der Mutterliebe verbrecherische Züge anlastet“. „Packend vom Thema und großartig gespielt von Sandrine Kiberlain, Nicole Garcia und Mathilde Seigner“, urteilte die Wiener Zeitung. Claude Miller wisse, „Spannung aufzubauen. Mit schneidendem Humor bringt er Geschehnisse auf den Punkt, für die man schwer Worte findet“, schrieb Die Furche. Zwar bleibe die Geschichte gelegentlich „im Leerlauf stecken. Eine Entschädigung dafür bietet der spannungsgeladene Showdown mit überraschenden Wendungen“. Für Die Presse war „der schauspielerisch wie technisch geölte Ablauf des Erzähl-Uhrwerks Betty Fisher auch ein Schwachpunkt: Abgesehen von den deutlich fühlbaren Klassendifferenzen bleiben viele Motive des Stoffs […] zugunsten des nahtlosen Ineinanderfließens der Episoden unterentwickelt“ und der Film entwickle nur einen „beträchtlichen Oberflächenreiz“.

## Auszeichnungen
Auf dem Montreal World Film Festival wurden Sandrine Kiberlain, Nicole Garcia und Mathilde Seigner als Beste Darstellerinnen ausgezeichnet. Der Film gewann zudem den FIPRESCI-Preis des Festivals und war für den Grand Prix des Amériques nominiert. Auf dem Chicago International Film Festival gewannen Sandrine Kiberlain und Nicole Garcia den Silver Hugo als Beste Darstellerinnen. Ebenfalls 2001 wurde Sandrine Kiberlain für ihre Darstellung mit einem Étoile d’Or als Beste Schauspielerin ausgezeichnet.
Beim César 2002 wurden Nicole Garcia als Beste Nebendarstellerin und Edouard Baer als Bester Nebendarsteller für einen Preis nominiert.